# Battersea Park
El Battersea Park és un espai verd d'una superfície de 83 hectàrees, situat a Battersea, Londres, a la riba sud del Tàmesi, de cara al districte de Kensington i Chelsea. Va ser obert el 1858.

## Història
Battersea fields, com el parc era conegut abans, era un lloc popular per als duels.
La concepció original del parc va ser feta per James Pennethorne entre 1846 i 1864, tot i que va oberir el 1858 diferint de la seva visió.

## Instal·lacions presents al parc
El parc conté un petit zoo, un llac, un quiosc de música, així com diverses instal·lacions esportives exteriors com pistes de tennis, camps de futbol i una pista de curses.
El parc protegeix igualment la "Pagoda per la Pau" (Peace Pagoda), erigida el 1985.